# Ференц Конья
Ференц Конья (угор. Ferenc Kónya, 9 грудня 1892, Будапешт — 11 березня 1977, Будапешт) — угорський футболіст, що грав на позиції нападника. По завершенні ігрової кар'єри — тренер.

## Ігрова кар'єра
У дорослому футболі дебютував 1909 року виступами за команду «Кішпешт». Після завершення Першої Світової війни повернувся до цієї команди і захищав її кольори до 1920 року. 

## Кар'єра тренера
Розпочав тренерську кар'єру відразу ж по завершенні кар'єри гравця, 1921 року, очоливши тренерський штаб німецького «Кайзерслаутерна». Наступного року став головним тренером «Вердера», в якому пропрацював два роки.
1924 року готував національну збірну Естонії до участі у футбольному турнірі тогорічних Олімпійських ігор у Парижі. На турнірі естонці програли обидві свої перші гри і не подолали попередній раунд змагань.
Залишивши Естонію, у 1924–1926 роках тренер працював в Італії з «Моденою», після чого протягом шести років тренував швейцарські команди — «Ольтен», «Люцерн», «Олд Бойз» та «Золотурн».
Згодом у 1932–1935 роках працював у Франції, де був головним тренером команд  КА «Париж», «Ам'єн» та «Кан».
Помер 11 березня 1977 року на 85-му році життя в рідному Будапешті.